# Erasmus Universiteit Rotterdam

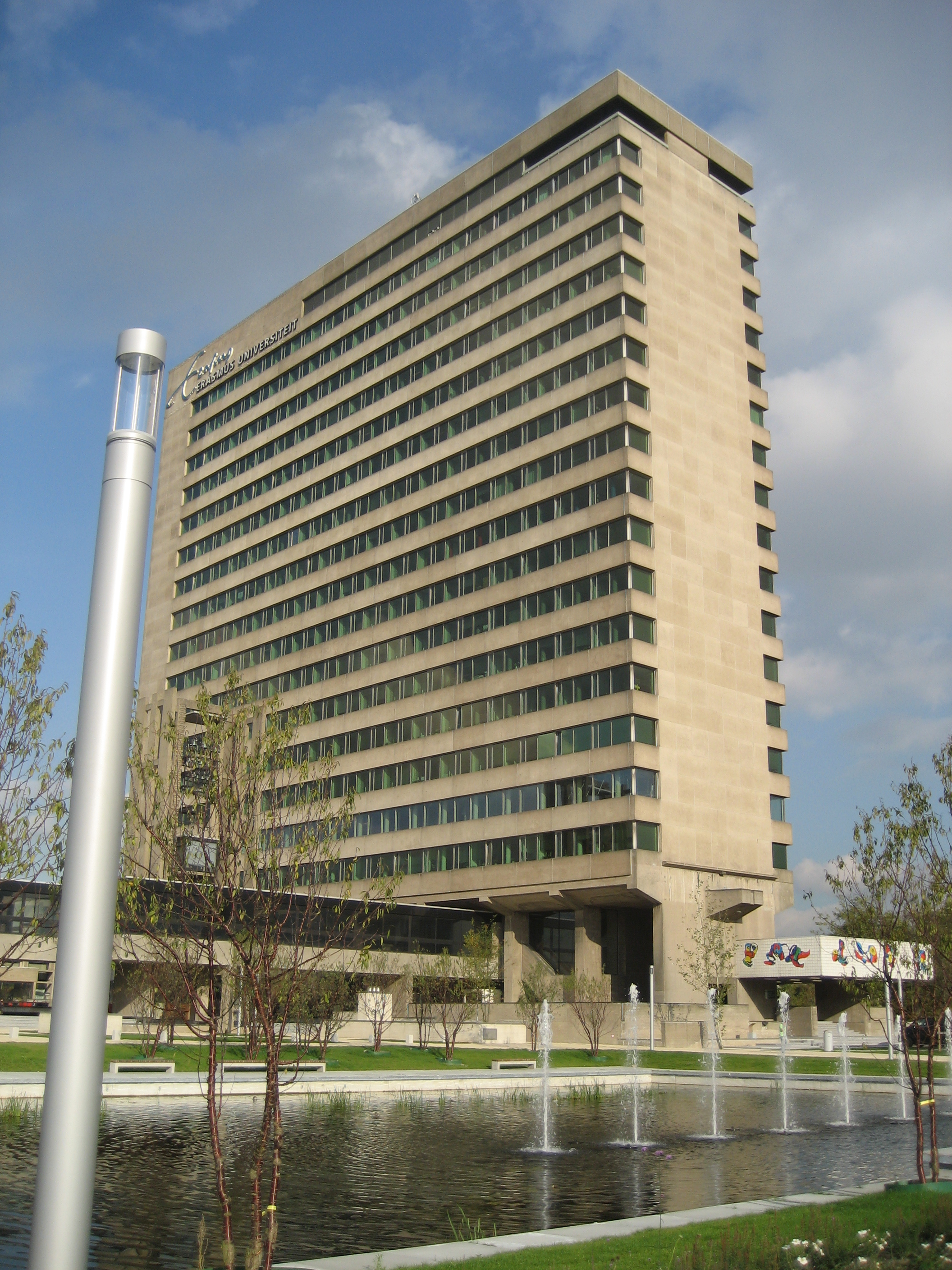
Erasmus Universiteit

Erasmus Universiteit Rotterdam (em português: Universidade Erasmo de Roterdã) é uma universidade da cidade de Roterdã, nos Países Baixos.

## História
A Erasmus Universiteit Rotterdam existe sob este nome desde 1973. No entanto, a sua história remonta a 1913, o ano em que a Escola de Comércio dos Países Baixos foi fundada, fruto de iniciativa privada com alargado apoio da comunidade de negócios de Roterdã. O reconhecimento oficial da educação superior em Economia como disciplina académica ocorreu em 1939 e teve como resultado a mudança do seu nome para Escola de Economia dos Países Baixos.
A complexidade crescente da sociedade levou, nos anos 60, à chegada das faculdades de Direito e Ciências Sociais e, mais tarde, Filosofia, História, Artes e Gestão.
Nos anos 50, a Fundação para a Educação Superior em Medicina esforçou-se e instituiu, em Roterdã, uma Faculdade de Medicina de sucesso que, desde 1966, inclui o Hospital Dijkzigt , o Hospital Infantil Sofia e a Clínica Daniel den Hoed formando o Hospital Universitário de Roterdã que, desde 1 de janeiro de 2003 se denomina Erasmus MC (Medical Centre).
Em 1973, a Faculdade de Medicina e a Escola de Economia dos Países Baixos fundiram-se e formaram a Erasmus Universiteit Rotterdam – a primeira nos Países Baixos a usar o nome de uma pessoa, o homem a quem Roterdã deve a sua reputação secular no mundo académico, Desiderius Erasmus.
No campus onde fica a faculdade de Economia, onde leccionou Jan Tinbergen, o primeiro Prémio de Ciências Econômicas em Memória de Alfred Nobel (1969), fica não só a reputada Escola de Economia Erasmus (que se classifica, usualmente, na maioria dos rankings académicos entre as 10 Escolas de Economia mais reputadas da Europa), como também a mais recente mas não menos prestigiada Rotterdam School of Management (RSM). Em Setembro de 2005 a RSM inaugurou um moderno edifício de mais de quinze andares que pretende simbolizar a qualidade e o sucesso que aquela escola atingiu em termos de investigação e educação em Gestão. O MBA oferecido pela RSM é considerado pela maioria dos rankings (por exemplo o do Financial Times) como um dos melhores da Europa e do Mundo.
A evolução da Universidade pode ser resumida em:
- 1913 - Escola de Comércio dos Países Baixo
- 1939 - Escola de Economia dos Países Baixos
- 1950 - Fundação pela Formação de Nível Superior
- 1966 - Faculdade de Medicina de Roterdã
- 1973 - Universidade Erasmus de Roterdã